# Johan de Kock
Pour les articles homonymes, voir Kock.
Johannes de Kock, dit Johan de Kock, est un ancien footballeur néerlandais né le 25 octobre 1964 à Sliedrecht.

## Carrière
- 1984-1987: FC Groningue  Pays-Bas
- 1987-1994: FC Utrecht  Pays-Bas
- 1994-1996: Roda JC  Pays-Bas
- 1996-2000: Schalke 04  Allemagne

## Palmarès

### En club
- Vainqueur de la Coupe de l'UEFA en 1997 avec Schalke 04

### EnÉquipe des Pays-Bas
- 13 sélections et 1 but entre 1993 et 1997
- Participation au Championnat d'Europe des Nations en 1996 (1/4 de finaliste)